# Centre de Recherche Budo
Centre de Recherche Budo (CRB, укр. Центр досліджень будо) — французька неурядова науково-дослідна організація, спеціалізована на вивченні бойових мистецтв (будо) та спортивних єдиноборств з наукової, історичної, культурної, педагогічної та технічної перспектив.

## Основна інформація
- Тип: Науково-дослідний центр
- Галузь: Бойові мистецтва (будо), єдиноборства, фізична культура, історія, педагогіка, соціологія спорту
- Засновано: 1976 рік (офіційна реєстрація)
- Штаб-квартира: Франція
- Ключові особи: Засновники - Роланд Хаберзетцер (Roland Habersetzer) та Крістіан Хаберзетцер (Christiane Habersetzer)

## Історія та заснування
Центр заснований у 1976 році Роландом Хаберзетцером (9-й дан карате, експерт з кобудо, тхеквондо, кендо, айкідо), істориком та автором праць з будо, та його дружиною Крістіан. Метою створення CRB було заповнення прогалини у серйозному науковому підході до вивчення бойових мистецтв.

## Діяльність та проекти
CRB здійснює діяльність через напрямки:

1. Наукові дослідження:
- Історичні дослідження походження шкіл будо
- Технічний аналіз прийомів і ката
- Педагогічні дослідження методик навчання
- Соціологічні та культурологічні дослідження

2. Видавнича діяльність:
- Випуск наукового журналу "Cahiers du Budo" (укр. Записки з будо)
- Публікація монографій і технічних посібників

3. Архів та документація:
- Збір унікальних документів і відеозаписів з історії будо

4. Конференції та семінари:
- Організація наукових заходів для дослідників

## Журнал "Cahiers du Budo"
Головний друкований орган CRB, один з небагатьох рецензованих наукових журналів світу, присвячених будо. Публікує статті французькою з англомовними резюме, охоплюючи технічний аналіз, історичні дослідження та педагогіку будо.

## Значення
Centre de Recherche Budo відіграє унікальну роль у світі бойових мистецтв:
- Піонер академічного підходу: CRB був одним з перших центрів, що системно застосував наукові методи до вивчення будо.
- Збереження спадщини: Величезна робота з архівування та публікації історичних матеріалів.
- Наукова платформа: Журнал "Cahiers du Budo" забезпечує важливу платформу для публікації серйозних досліджень у галузі.
- Міждисциплінарність: Центр сприяє поєднанню знань з історії, педагогіки, фізіології, соціології, філософії для глибшого розуміння будо.
- Авторитетне джерело для практиків і дослідників світу[3]